# Lissemys ceylonensis
Lissemys ceylonensis is een schildpad uit de familie weekschildpadden (Trionychidae).
De soortaanduiding ceylonensis betekent vrij vertaald 'levend op Sri Lanka'. Lissemys ceylonensis werd voor het eerst wetenschappelijk beschreven door John Edward Gray in 1856. Oorspronkelijk werd de wetenschappelijke naam Emyda ceylonensis gebruikt.
De soort komt voor in delen van Azië en is endemisch op het eiland Sri Lanka.